# Сурьянова
Сурьянова (Сурьяново) — деревня в Карачевском районе Брянской области, в составе Карачевского городского поселения. 

Расположена в 13 км к югу от города Карачева, в 3 км к югу от деревни Волкова. Население — 7 человек (2010).

## История
Упоминается с XVII века в составе Подгородного стана Карачевского уезда; была населена преимущественно однодворцами. До начала XX века состояла в приходе села Рождество.
До 1929 года входила в Карачевский уезд (с 1861 — в составе Бошинской волости, с 1924 в Вельяминовской волости). 
 С 1929 в Карачевском районе (до 1960 года являлась центром Сурьяновского сельсовета, в 1960—2005 гг. — в Бережанском сельсовете).
| Годы      | 1866 | 1887 | 1926 | 1979 | 1989 | 2002 | 2010 |
| --------- | ---- | ---- | ---- | ---- | ---- | ---- | ---- |
| Население | 133  | 203  | 180  | 38   | 23   | 15   | 7    |